# Resolució 1409 del Consell de Seguretat de les Nacions Unides
La Resolució 1409 del Consell de Seguretat de les Nacions Unides fou adoptada per unanimitat el 14 de maig de 2002. Després de recordar totes les resolucions anteriors sobre Iraq, incloses les resolucions 986 (1995), 1284 (1999), 1330 (2000), 1352 (2001), 1360 (2001) i 1382 (2001) relatives al Programa Petroli per Aliments, el Consell va ampliar les disposicions relatives a l'exportació de petroli iraquià o productes derivats del petroli per ajuda humanitària per 180 dies més. La seva adopció va simplificar el programa de sancions, amb restriccions a l'enviament de mercaderies civils a Iraq, però es van mantenir prohibicions d'armes i mercaderies militars.
El Consell de Seguretat estava convençut de la necessitat d'una mesura temporal per proporcionar assistència humanitària al poble iraquià fins que el govern de l'Iraq compleixi les disposicions de la resolució 687 (1991) i 1284, i havia distribuït l'ajuda a tot el país per igual. Es va assenyalar que la decisió d'adoptar una Llista de Mercaderies Revisades en la resolució 1382 entraria en vigor a partir del 30 de maig de 2002.
Actuant sota el Capítol VII de la Carta de les Nacions Unides, el Consell va ampliar el Programa Petroli per Aliments durant 180 dies a partir de les 00:01 de l'EDT el 30 de maig de 2002. Al mateix temps, els països adoptarien la Llista de Mercaderies Revisades d'articles restringits i que els fons del dipòsit fiduciari s'utilitzarien per finançar mercaderies i productes autoritzats per a l'exportació a l'Iraq. Les revisions de la Llista de Mercaderies Revisades i la implementació de les mesures es durien a terme regularment. El secretari general Kofi Annan havia de presentar una avaluació de la implementació de la Llista de Mercaderies Revisades.
En la resolució es van revisar els procediments relatius a la revisió de les sol·licituds d'exportació a l'Iraq per part de l'Oficina del Programa Iraq, Comissió de les Nacions Unides de Seguiment, Verificació i Inspecció i l'Agència Internacional de l'Energia Atòmica. Les sol·licituds havien de contenir informació detallada sobre els béns i mercaderies per exportar, incloent si els productes o productes bàsics incloïen articles de la Llista de Mercaderies Revisades.
La resolució 1409 va ser aprovada per unanimitat, tot i que Síria va intentar incloure una referència relacionada amb el dret de l'Iraq a defensar-se, encara que va ser rebutjada.